# Oxfam

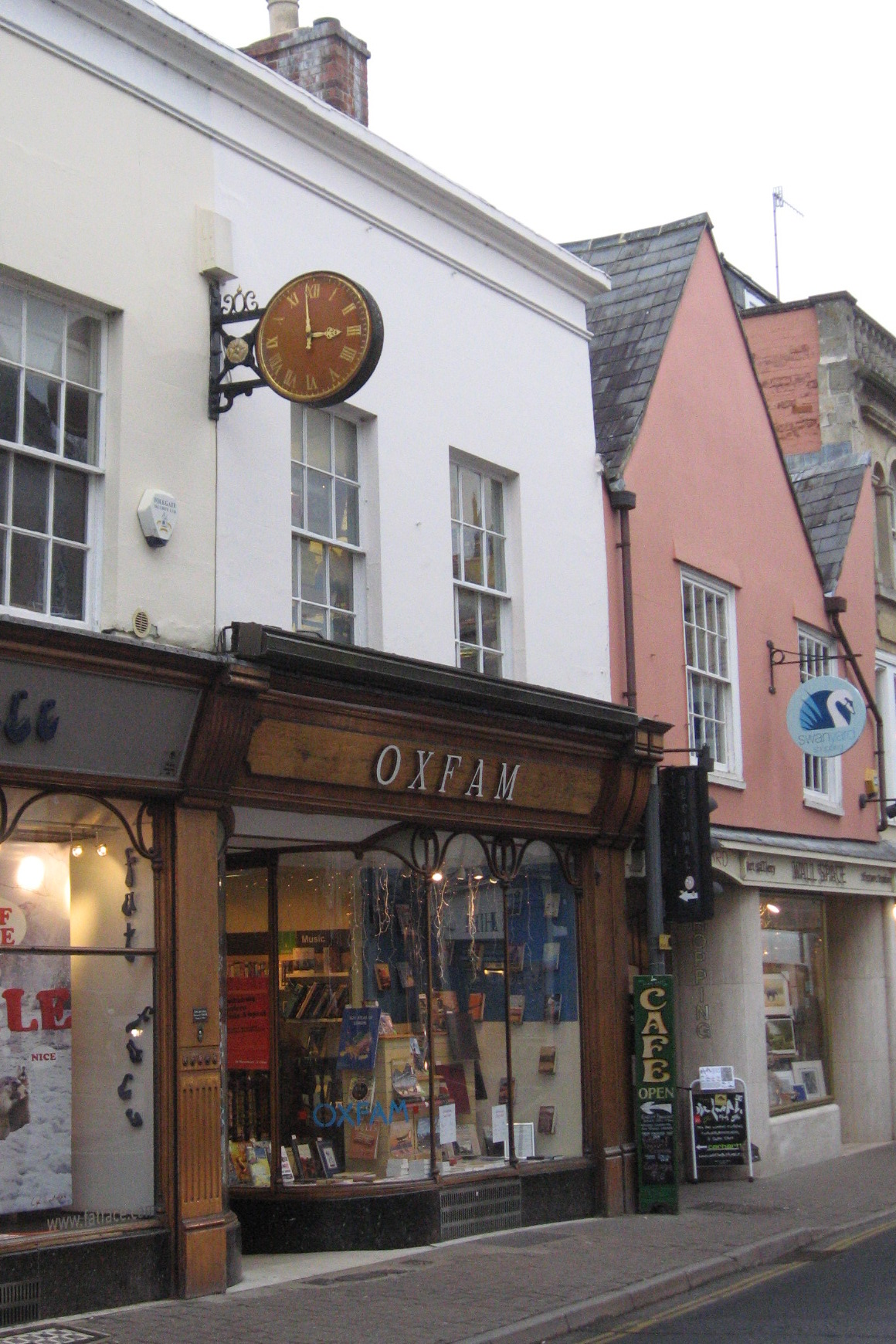
Oxfambutik i Cirencester, England

Oxfam International är en konfederation av 14 humanitära organisationer med över 3 000 samarbetspartners i runt 100 länder och arbetar mot fattigdom och orättvisor. Allt deras arbete präglas, enligt dem själva, av en feministisk och dekolonial ansats. De fokuserar sitt arbete på att bekämpa global ojämlikhet vad gäller ekonomi, klimat och handelssystem och trycker på företagens ansvar för människors liv och arbetsvillkor. De ger också katastrofhjälp vid olika typer av kriser.

## Historik
Oxfam grundades 1942 i Oxford i Storbritannien, som Oxford Committee for Famine Relief av en grupp kväkare, aktivister och akademiker från Oxford. Den första Oxfam-organisationen utanför Storbritannien grundades 1963 i Kanada. I Sverige startades det första Oxfam-kontoret våren 2014.
Oxfam öppnade sin första välgörenhetsbutik 1948, och har nu ett antal butiker runt om världen, vilka säljer rättvis handel-varor. Vinsten går oftast till olika välgörenheter och till att utöka Oxfams verksamheter.